# Estátua equestre de Dom Pedro I
A estátua equestre de D. Pedro I é a primeira escultura publica do país. Localiza-se na Praça Tiradentes, no centro da cidade do Rio de Janeiro, no estado do homônimo, Brasil. É um patrimônio histórico nacional, tombado pelo Instituto do Patrimônio Histórico e Artístico Nacional (IPHAN), na data de 04 de março de 1999, sob o processo de nº 1173-T-1985. E é um patrimônio cultural estadual. tombado pelo Instituto Estadual do Patrimônio Cultural (INEPAC), na data de 26 de setembro de 1978, sob o processo de nº E-03/016.509/78.

## História
O monumento foi erguido por iniciativa de Pedro II do Brasil, em homenagem à proclamação da Independência do país, com projeto do artista brasileiro João Maximiano Mafra. As esculturas em bronze foram executadas e fundidas em Paris por Louis Rochet.
A inauguração teve lugar em 30 de março de 1862, com um grande concerto público, do qual participaram 600 músicos sob a regência do maestro Francisco Manuel da Silva. Neste foi tocado o Hino da Independência do Brasil, de autoria do próprio Pedro I do Brasil.

## Características
No conjunto, apresenta Dom Pedro I sentado em um cavalo, acenando em uma das mãos a carta constitucional de 1824 e encontram-se representadas as províncias brasileiras à época, e os quatro grandes rios nacionais — Amazonas, Madeira, São Francisco e Paraná. No lado principal, abaixo da estátua, possui a inscrição "D. Pedro I, gratidão dos brasileiros". A base, com 3,30 metros de altura, é feita em granito carioca; o pedestal, com 6,40 metros de altura, é feito de bronze e a estátua, feita também em em bronze, possui 6,00 metros de altura.

### Alegorias dos rios
- Rio Amazonas – simbolizado por uma índia com uma criança nas costas e um índio com os pés sobre um jacaré, além de uma arara;[1]
- Rio Paraná – representado por um índio segurando uma flecha e uma índia tocando maracá próximos de uma anta, um tatu e duas grandes aves;[1]
- Rio São Francisco – é representado por um índio sentado perto de um tamanduá bandeira e uma capivara;[1]
- Rio Madeira – aparece na figura de um índio com arco e flecha, em atitude de disparar próximo a uma tartaruga, uma ave e um peixe.[1]